# چارنووو-دانب
چارنووو-دانب (به لهستانی:  Czarnowo-Dąb) یک روستا در لهستان است که در گمینا کوواکی کوشچیلنه واقع شده‌است.